# Osulf de Bernicie
Pour les articles homonymes, voir Osulf.
Osulf ou Oswulf (fl. 946-954) est un seigneur de Bamburgh du milieu du Xe siècle.

## Biographie
Osulf, peut-être fils d'Ealdred, est high-reeve héréditaire de Bamburgh c'est-à-dire du nord de la Northumbrie. Il est principalement connu pour avoir conspiré avec le comte Maccus la mort d'Éric à la Hache sanglante, roi de Jórvík, qui est vaincu et tué par Osulf à la bataille de Stainmore, en 954. Le roi Eadred donne alors à Osulf les terres anciennement norroises au sud de la Tees, réunifiant ainsi la Northumbrie. Sa famille se maintient au pouvoir dans la région jusqu'au XIe siècle.